# José Hermógenes Álamos
José Hermógenes Álamos de la Cerda; político y agrimensor chileno. Nació en Rancagua, el 11 de septiembre de 1811. Murió en Santiago, el 30 de junio de 1888.

## Biografía
Hijo de don Pedro Pablo de los Álamos y Arcaya y de doña Dolores de la Cerda y de Santiago Concha. Nació en una hacienda de su padre en la región de Rancagua. Se casó en Rancagua el 27 de abril de 1855 con doña Tránsito de la Cuadra Moreno quien era natural de Rancagua, nacida en 1830. Tuvieron por hijos a Pedro Hermógenes (soltero); Daniel (soltero); Alberto ( casado con sucesión); Ignacio (casado con sucesión); Luis (soltero); Julio (casado con sucesión); Dolores (soltera); Isabel (soltera); Luz( casada con sucesión); Rosa (soltera); Laura (casada con sucesión) y Dominga (casada con sucesión).
Estudió en el Liceo de Chillán sus estudios primarios. La secundaria la cursó en el Instituto Nacional, de donde egresó como técnico agrícola en 1840. Trabajó en diferentes haciendas del Maipo, y en 1842, al fundarse la Universidad de Chile, ingresa a cursar agrimensura, logrando el título en 1848, iniciando sus funciones administrativas en la Quinta Normal de Agricultura.
El 1 de diciembre de 1849 asumió como Gobernador de Rancagua hasta 1852. 
Ingresó al Partido Conservador, y fue elegido Diputado suplente por Chillán en 1852. No tuvo mayor carrera política, pues al ser candidato a senador por Aconcagua, pero el Gobierno de Don Aníbal Pinto intervino su elección. 
Tras la diputación se marchó a administrar las haciendas San Lorenzo, Los Cerrillos y Los Ángeles que compró en el departamento de  La Ligua, Valparaíso. Estas habían pertenecido a su abuelo el Mayorazgo de la Cerda. Se dedicó a la explotación y mejoras de estas haciendas. Además fue propietario de la hacienda Tuniche, del molino San Pedro y de casas principales en la ciudad de Rancagua fuera de las que tenía en Santiago.
En la República Argentina, fue dueño de la estancia Manantiales en Barreal, departamento de Calingasta, provincia de San Juan. Esta gran estancia se extendía desde el cerro Mercedario al Aconcagua, y tenía una extensión mayor a las 300 000 hectáreas. Incluía el valle de Los Patos, por donde pasaron los generales José de San Martín y Bernardo O'Higgins, con el Ejército Libertador. Propiedad que conservaron sus descendientes hasta hace unos 30 años.
Fue miembro fundador del Cuerpo de Bomberos de Santiago el 14 de diciembre de 1863.